# Бидзинашвили, Индико Аквсентьевич
Индико Аквсентьевич Бидзинашвили (1921 год, Зугдидский уезд, ССР Грузия, Российская империя — неизвестно, Грузинская ССР) — звеньевой колхоза имени газеты «Комунисти» Зугдидского района, Грузинская ССР. Герой Социалистического Труда (1948).

## Биография
Родился в 1921 году в крестьянской семье в одном из сельских населённых пунктов Зугдилского уезда (сегодня — Зугдидский муниципалитет). После окончания местной начальной школы трудился в личном сельском хозяйстве. В послевоенные годы трудился звеньевым полеводческого звена в колхозе имени газеты «Коммунисти» Зугдидского района, председателем которого был Ироди Ивлонович Кантария.
В 1947 году звено под его руководством собрало в среднем с каждого гектара по 72,73 центнера кукурузы на участке площадью 3 гектара. Указом Президиума Верховного Совета СССР от 21 февраля 1948 года удостоен звания Героя Социалистического Труда за «получение высоких урожаев кукурузы и пшеницы в 1947 году» с вручением ордена Ленина и золотой медали «Серп и Молот» (№ 790).
Этим же Указом званием Героя Социалистического Труда был награждён труженик колхоза имени газеты «Комунисти» Зугдидского района звеньевой Джвебе Петрович Шенгелия.
С 1978 года — персональный пенсионер союзного значения. Дата его смерти не установлена.